# Garyops depressus
Garyops depressus es una especie de arácnido del orden Pseudoscorpionida de la familia Sternophoridae.

## Distribución geográfica
Se encuentra en Florida y la República Dominicana.